# Ван Бюрен, Анна

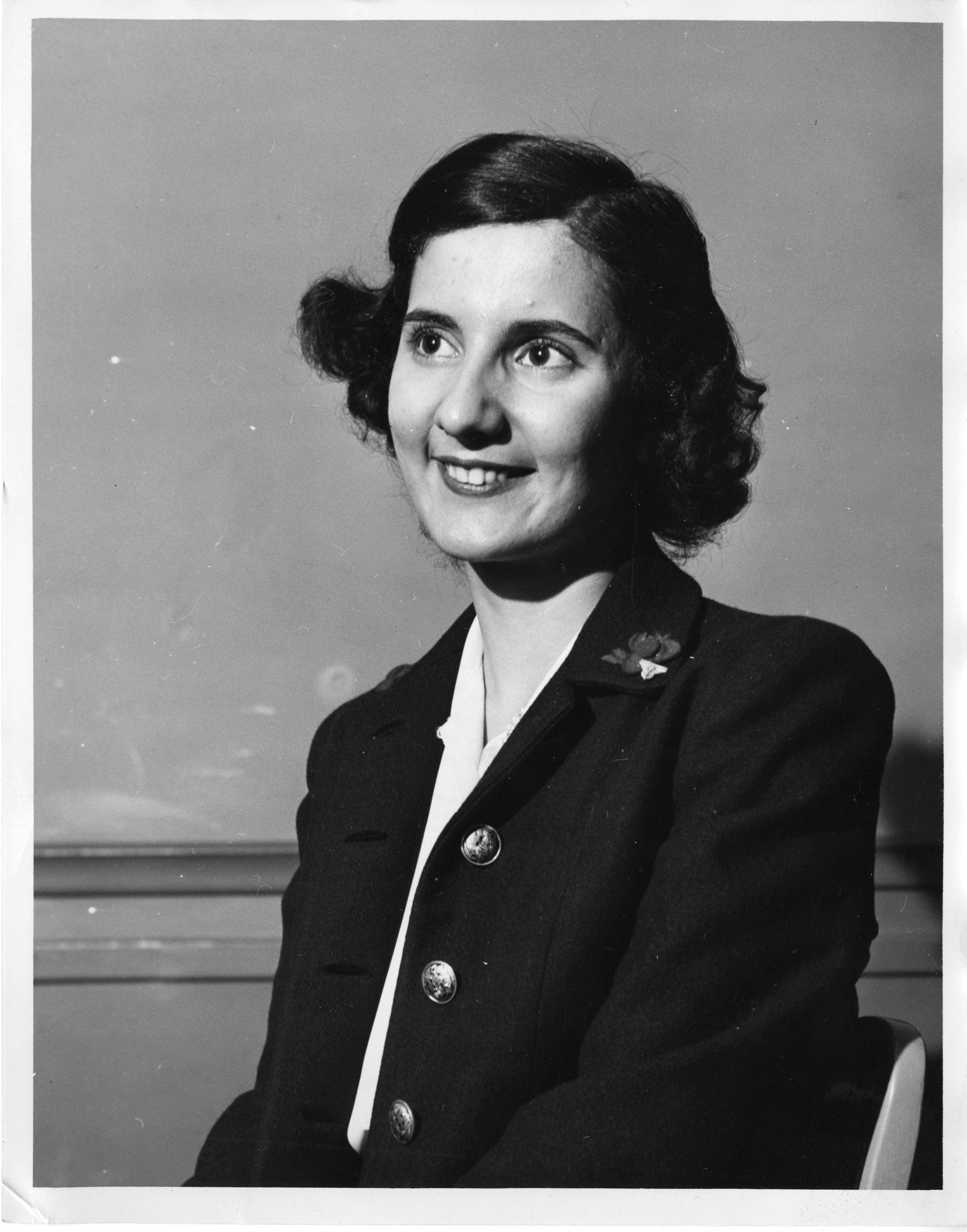
Анна Акопян (в дальнейшем Ван Бюрен), 1944

Анна Ван Бюрен (англ. Anne van Buren, урождённая Акопян, англ. Hagopian; 17 июня 1927 — 13 октября 2008, Нью-Йорк) — американский историк искусства. Жена теолога Пола ван Бюрена.
Родилась в интернациональной семье: мать — швейцарка, отец — армянин из Каира. В юности увлекалась астрономией. В 1944 году стала победительницей всеамериканского конкурса «Поиск научных талантов» (англ. Science Talent Search), получив грант в сумме 2400 долларов США, позволивший ей окончить Радклифф-колледж в Кембридже. Затем посвятила себя преимущественно семейной жизни, вырастив четверых детей.
Вернувшись к собственной карьере, в 1964 году окончила Техасский университет с дипломной работой, посвящённой портретам жены в творчестве Поля Сезанна (предложив, в частности, уточнять их датировки по особенностям изображённой одежды). Затем защитила в Брин-Мор-колледже докторскую диссертацию, посвящённую «Хроникам Эно» — средневековому богато иллюстрированному манускрипту. В 1975—1984 годах преподавала в Университете Тафтса.
Исследовала главным образом изобразительное искусство Нидерландов и Франции XIV—XV веков, постепенно смещаясь научными интересами в сторону средневековой одежды и её отражения в изобразительном искусстве того времени. 30-летняя работа исследовательницы в этом направлении увенчалась уже после её смерти, в 2011 году, выходом монографии «Освещая моду: одежда в искусстве средневековой Франции и Нидерландов» (англ. Illuminating Fashion: Dress in the Art of Medieval France and the Netherlands) и одноимённой выставкой в Музее Моргана. Специалисты высоко оценили этот труд, реконструировавший историю моды в XIV—XVI веках и открывающий возможность для точных датировок произведений искусства этого периода по изображённым на них деталям одежды.